# Aleh Ferreira
Alexandre Ferreira, conhecido como Aleh Ferreira (São Paulo, 27 de outubro de 1966), é um bandolinista, arranjador e compositor brasileiro.

## Carreira
Aos 6 anos já tocava violão e ganhou um cavaquinho do pai. Aos 13 anos, tocou com Altamiro Carrilho, Nelson Cavaquinho, Noite Ilustrada, Ataulfo Alves Júnior, Moreira da Silva, Zé Keti, Demônios da Garoa, Emilinha Borba, Toquinho, Isaurinha Garcia entre outros grandes nomes da música brasileira.
Também é compositor, tanto de peças eruditas como populares. Na música popular, seu estilo musical preferido é o choro. Na música erudita, compôs as primeiras suítes brasileiras para violoncelo solo (gravadas por Júlio Ortiz) e concertos para flauta e orquestra sinfônica (interpretados em 2006 pela Orquestra Sinfônica de Moscou e registrados em CD), para oboé e orquestra de cordas e para violoncelo e orquestra de cordas.
Em 1999, já era tido como um dos "novos talentos da música instrumental brasileira". Nunca frequentou conservatórios. "Composição não se ensina", disse. Mas teve aulas com Evandro do Bandolim, a quem se refere como "mestre".
Em 2000, apresentou-se em Joanesburgo e Luanda com Alessandro Penezzi, em eventos de comemoração pela Independência de Angola.
Em 2001, com  Júlio Ortiz (violoncelo) e Alessandro Penezzi (violão) formou o Trio Quintessência e, com ele, tocou nos EUA, na Itália, na Rússia e em Angola.
Em 2007, tocou ao lado do cantor Toquinho e da Orquestra Sinfônica de Ribeirão Preto, a convite do maestro Cláudio Cruz.
Em 2008,  no Festival Chorando sem Parar, em São Carlos, recebeu o bandolim de Jacob do Bandolim das mãos de sua filha Elena Bitencourt.
Em 2021, fundou o programa social "AlehConvida", no qual grava e inclui jovens talentos da música no Spotify de forma gratuita.

## Premiações
- 1982 - 1º lugar no Iº Festival Brasileiro de Chorões, em Araraquara[1]
- 1994 - 1º lugar (júri popular) e 2º Lugar (júri oficial) no I Festival de Choro "Tico Tico no Fubá", por sua obra "Tristezas de um Violoncelo" (Sadness of a Cello) [12]
- 1995 - 1º lugar (júri popular) e 1º Lugar (júri oficial) no I Festival de Choro de Diadema, com sua obra  "Ternura" (Tenderness) [13]
- 2001 - com o Trio Quintessência, semifinalista do quarto Prêmio Visa de Música Brasileira, [14][15]
- 2004 - 5º lugar no primeiro Festival Brasileiro Curitiba no Choro, com  sua obra “Para uma Amiga” [13]
- 2004 - um dos 24 selecionados para o 7° Prêmio Visa de Música Brasileira[16]
- 2019 - semifinalista do Festival de Música da Rádio MEC na categoria “Musica Clássica”, com "Suíte para Flauta Solo, Opus 82"[17]

## Discografia
Em 1993, gravou seu primeiro CD com obras autorais e de outros artistas.
- 1993 - Sonhos[2][5][18]
- 1997 - Choros Sonhos e Emoções[2]
- 1998 - Aleh Ferreira ao vivo[5]
- 2000 - Maria Alcina, Aleh Ferreira e o Chorinho Brasileiro[19]
- 2000 - Suítes para violoncelo solo. Solista: Julio Ortiz[4]
- 2001 - Trio Quintessência - a quintessência da música[5][20]
- 2005 - Choros Inéditos. Moderato.
- 2006 - Concerto for Flute Op 34 / Concerto for Clarinet Op 37. Aleh Ferreira, Moscow Symphony Orchestra, cond. Germán  Céspedes. Moderato. [21]
- 2012 - Participação no CD 12 Canções Inéditas, de Roberto Sion.[22]
- 2018 - Aleh Ferreira & Luizinho7 - 120 Anos de Música - Ataulfo Alves[23]
- 2020 - Smooth Flute. Aleh Ferreira, Renan Mendes, Illia Lundin. Moscow Symphony Orchestra, cond. Germán  Céspedes.[24]
- 2020 - Choros Autorais[25]
- 2020 – Jacob do Bandolim por Aleh Ferreira[26]
- 2020 – Clássicos do Samba[27]
- 2020 – The Beatles[28]
- 2021 – Smooth Guitar[29]
- 2021 – A Lonely Piano[30]
- 2021 – Soundtracks[31]
- 2021 – A Guitar in Samba[32]
- 2023 – Acreditar[33]

### Participação em coletâneas
- Zequinha de Abreu - (songbook). Coleção 'Clássicos do Choro Brasileiro.[34]
- Joaquim Callado - 2ª edição (songbook). Coleção 'Clássicos do Choro Brasileiro.[35]

## Festivais
Aleh Ferreira participou dos seguintes festivais de música:
- 2008 - Chorinho no Aquário, em Santos[36]
- 2008 - Festival Chorando sem Parar, em São Carlos[5]
- 2007 - XIII Festival Música nas Montanhas, em Poços de Caldas
- 2006 - X Festival Amazonas de Ópera, em Manaus[13]
- 2006 - II Festival da Cultura Iberoamericana em Moscou, Rússia[13]
- 2005 - VI Festival Música nas Montanhas, em Poços de Caldas[13]
- 2005 - Festival de Campos do Jordão, em Campos do Jordão[13]
- 2004 - Festival de Inverno, em Botucatu
- 2003 - IV Festival Música nas Montanhas, em Poços de Caldas[13]
- 2003 - 23º Festival de Música de Londrina[13]
- 2003 - Festival de Inverno, em Atibaia[13]
- 2001 - Providence International Mandolin Festival, em Providence, Rhode Island [13]

## Orquestras
Aleh Ferreira tocou com as seguintes orquestras:
- Orquestra Sinfônica de Ribeirão Preto [5] [37]
- Orquestra Sinfônica da Universidade de São Paulo[38]
- Orquestra Sinfônica de Moscou[13]
- Orquestra Jazz Sinfônica do Estado de São Paulo [10][39]
- Orquestra Filarmônica de São Bernardo do Campo
- Amazonas Filarmônica [13]
- Orquestra Acordes para as Cordas (Pão de Açúcar) [13]
- Orquestra Britten [40]